# Angerner Straße
Die Angerner Straße (B8) ist eine Hauptstraße B in Wien bzw. eine Landesstraße B in Niederösterreich und ehemalige Bundesstraße. Sie führt auf einer Länge von 40 km von Wien über Deutsch-Wagram, Strasshof an der Nordbahn und Gänserndorf nach Angern an der March. Bei Weikendorf zweigt die B8a Richtung Zwerndorf ab. Eine weitere Zweigstrecke mit der Bezeichnung B8a existiert in Wien 22.

## Geschichte
Die Straße von Floridsdorf nächst Wien über Deutsch-Wagram, Untergänserndorf nach Angern an der Nordbahn und durch Angern bis zur March-Brücke an der „ungarischen Gränze“ gehört zu den 17 Straßen, die 1866 zu niederösterreichischen Landesstraßen erklärt wurden. Die Reichsbrücke, die 1872–1876 errichtet wurde, und die angrenzende Kagraner Reichsstraße, die 1877–1881 als Zubringer zur Reichsbrücke erbaut wurde und bis Leopoldau führte, gehörten jedoch Cisleithanien, dem kaiserlichen Österreich, bzw. dem Bund, bevor die Stadt Wien im Jahre 1936 sämtliche Bundesstraßen (mit Ausnahme der Reichsbrücke) als stadteigene Straßen übernahm.
Nach dem „Anschluss“ Österreichs wurde diese Straße im Zuge der Vereinheitlichung des Straßensystems am 1. April 1940 in eine Landstraße I. Ordnung umgewandelt und als L.I.O. 33 bezeichnet. Am 23. März 1942 wurde sie durch einen Erlass des Generalinspekteurs für das Deutsche Straßenwesen zur Reichsstraße erklärt und als Reichsstraße 408 bezeichnet.
Die Angerner Bundesstraße gehörte ab dem 1. April 1948 zum Netz der Bundesstraßen in Österreich. Ursprünglich begann die B 8 in Süßenbrunn an der 1954 festgelegten Wiener Stadtgrenze. Ab 1. September 1971 begann sie in der Wiener Stadtmitte an der Urania und führte über die Aspernbrücke und die Praterstraße in Richtung Praterstern. 2002 erfolgte die Übergabe vom Bund an die Länder Wien und Niederösterreich.
Heute beginnt die B 8 an der Franzensbrücke und führt über die Franzensbrückenstraße zum Praterstern. Im Anschluss folgt sie der Lassallestraße und überquert auf der Reichsbrücke die Donau. Im 22. Bezirk führt die B 8 über die Wagramer Straße und die Süßenbrunner Hauptstraße.
Nach der Verlängerung der Wiener Nordrand Schnellstraße (S2 Umfahrung Süßenbrunn) Ende 2009 wurde deren alter Abschnitt von Hermann-Gebauer-Straße zur Wagramer Straße als Schnellstraße und Autostraße aufgelassen und mit der Bezeichnung „Hauptstraße B8a“ in das Wiener Gemeindestraßennetz integriert.

## Bilder

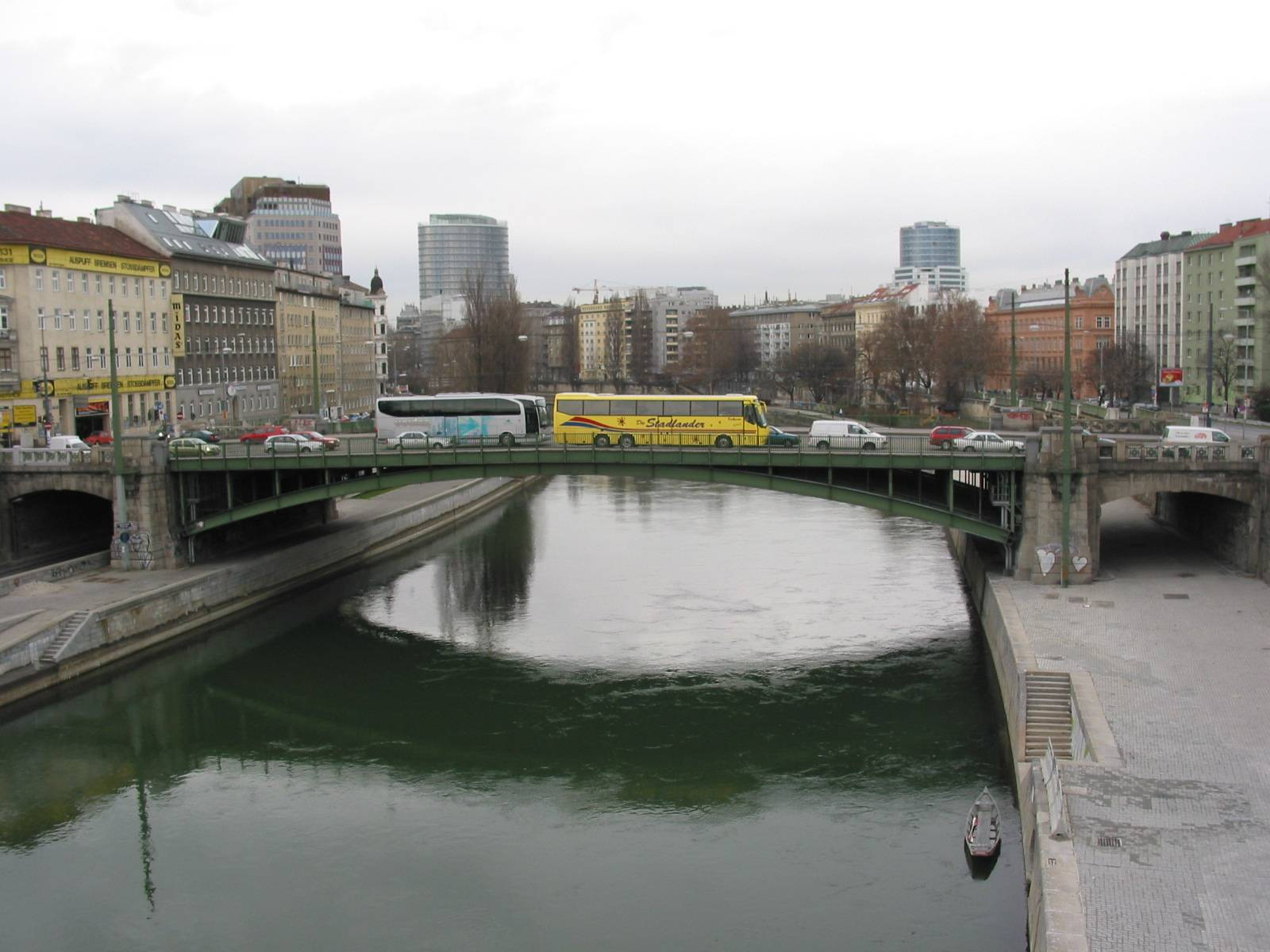
Beginn der B8 an der Franzensbrücke
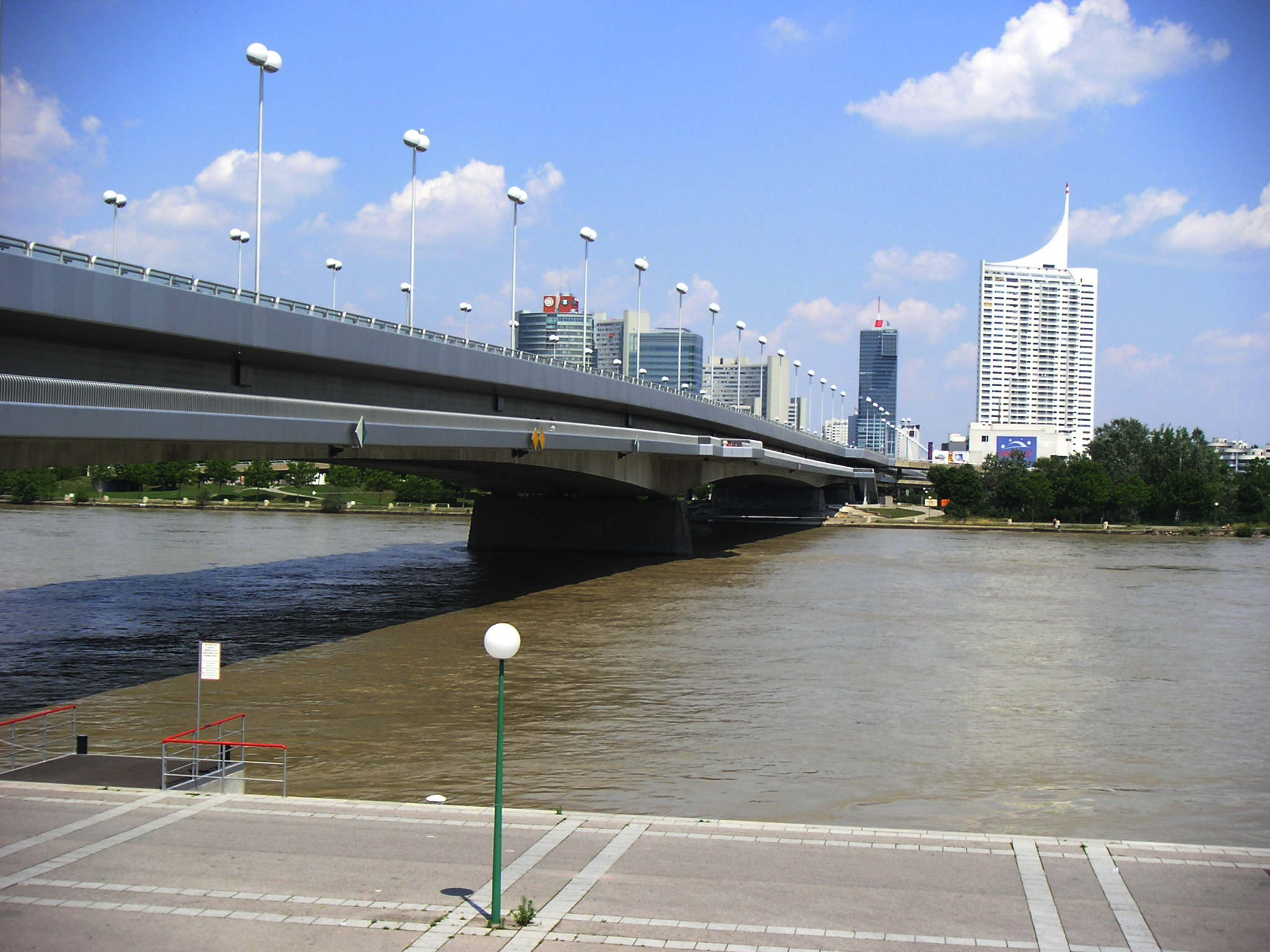
Reichsbrücke
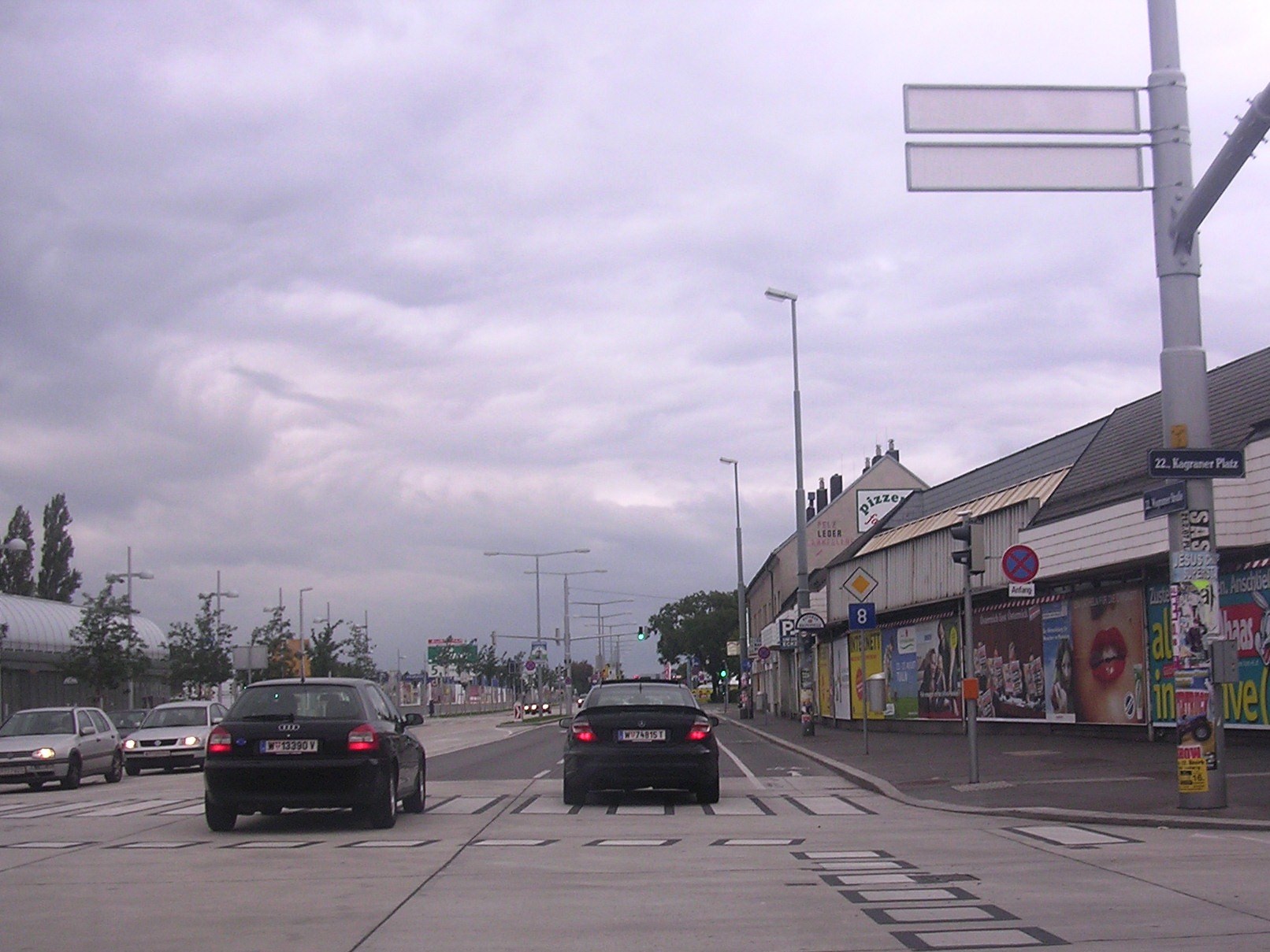
B8 am Kagraner Platz
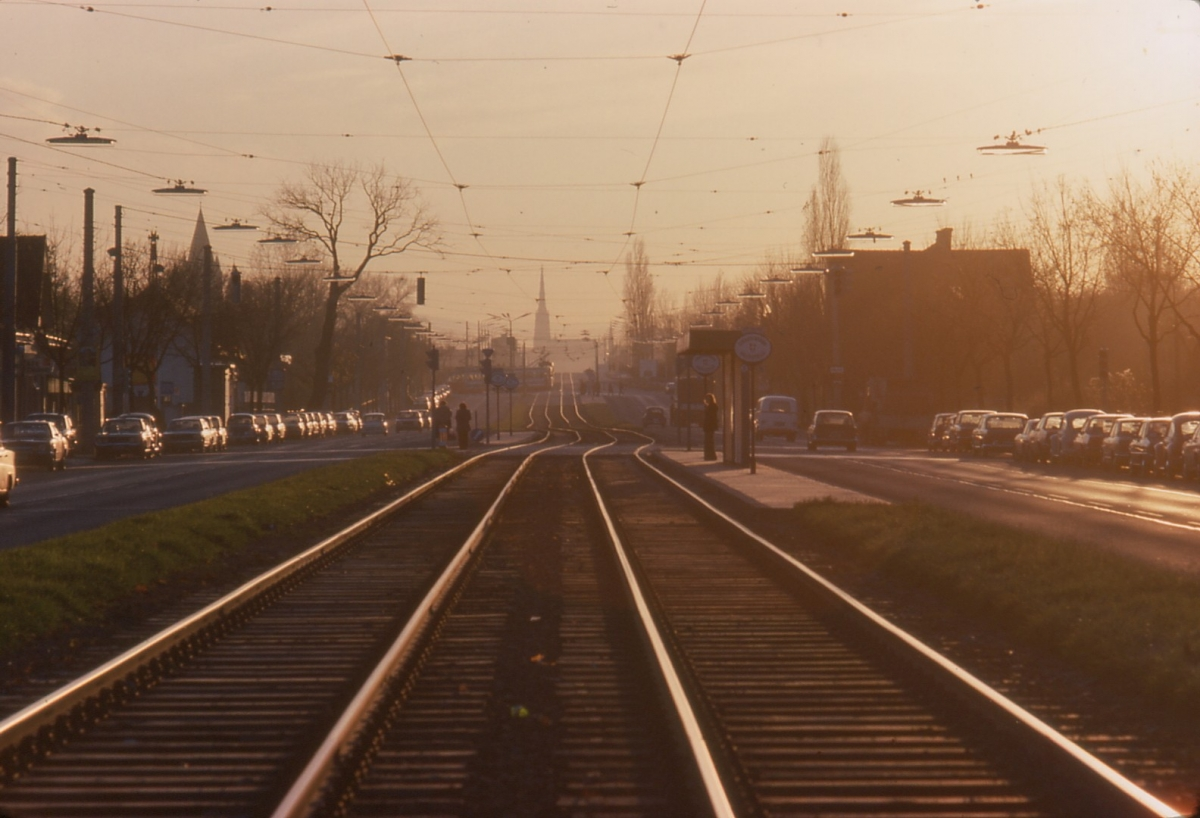
Wagramer Straße, 1975